# Sinagoga spaniolă din Praga

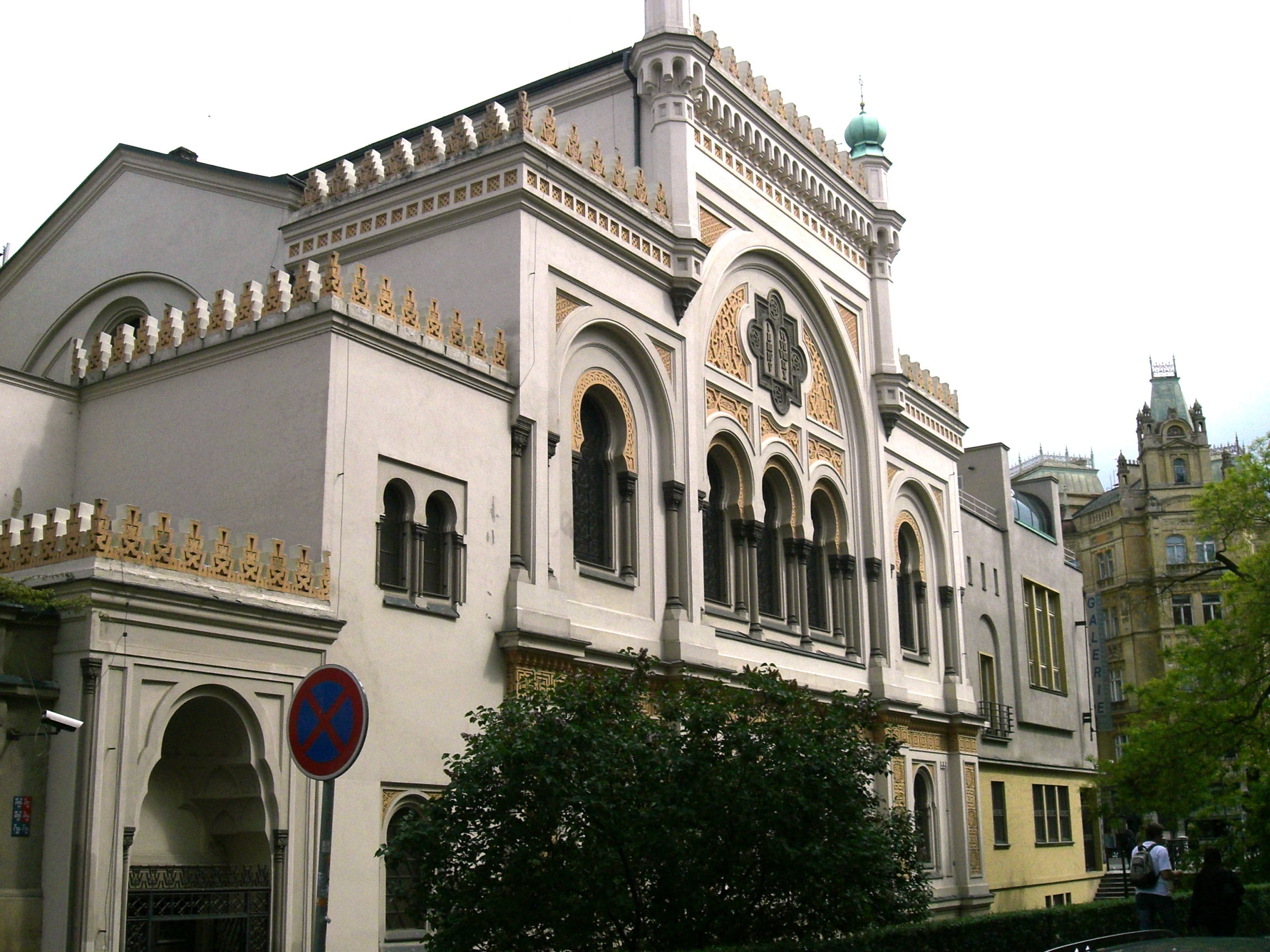
Sinagoga spaniolă din Praga

Sinagoga spaniolă din Praga (în cehă Španělská synagoga) este un lăcaș de cult evreiesc din Praga, Republica Cehă. Ea a fost construită în perioada 1868-1893. A fost refondată în 1994.

## Imagini

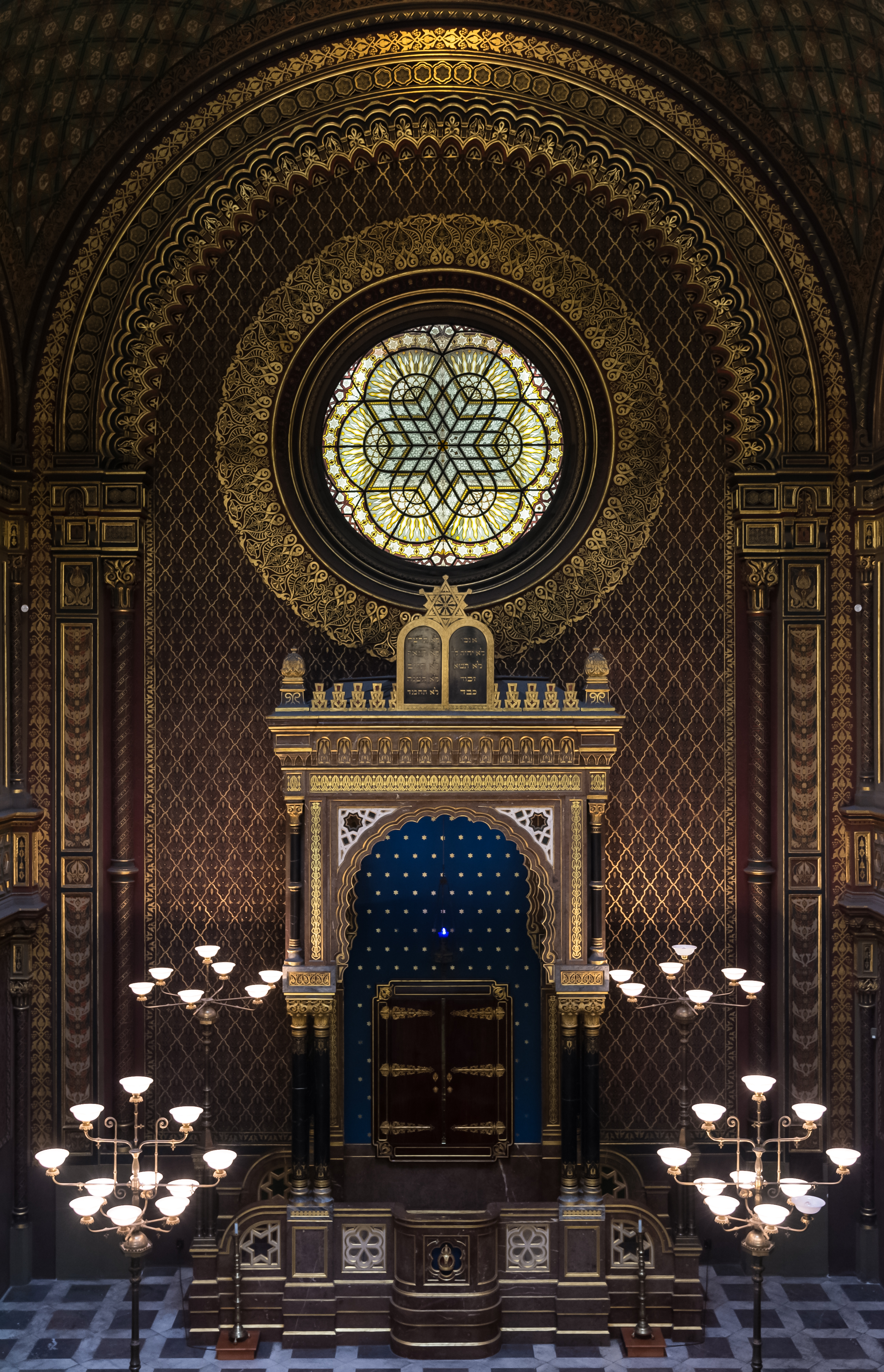
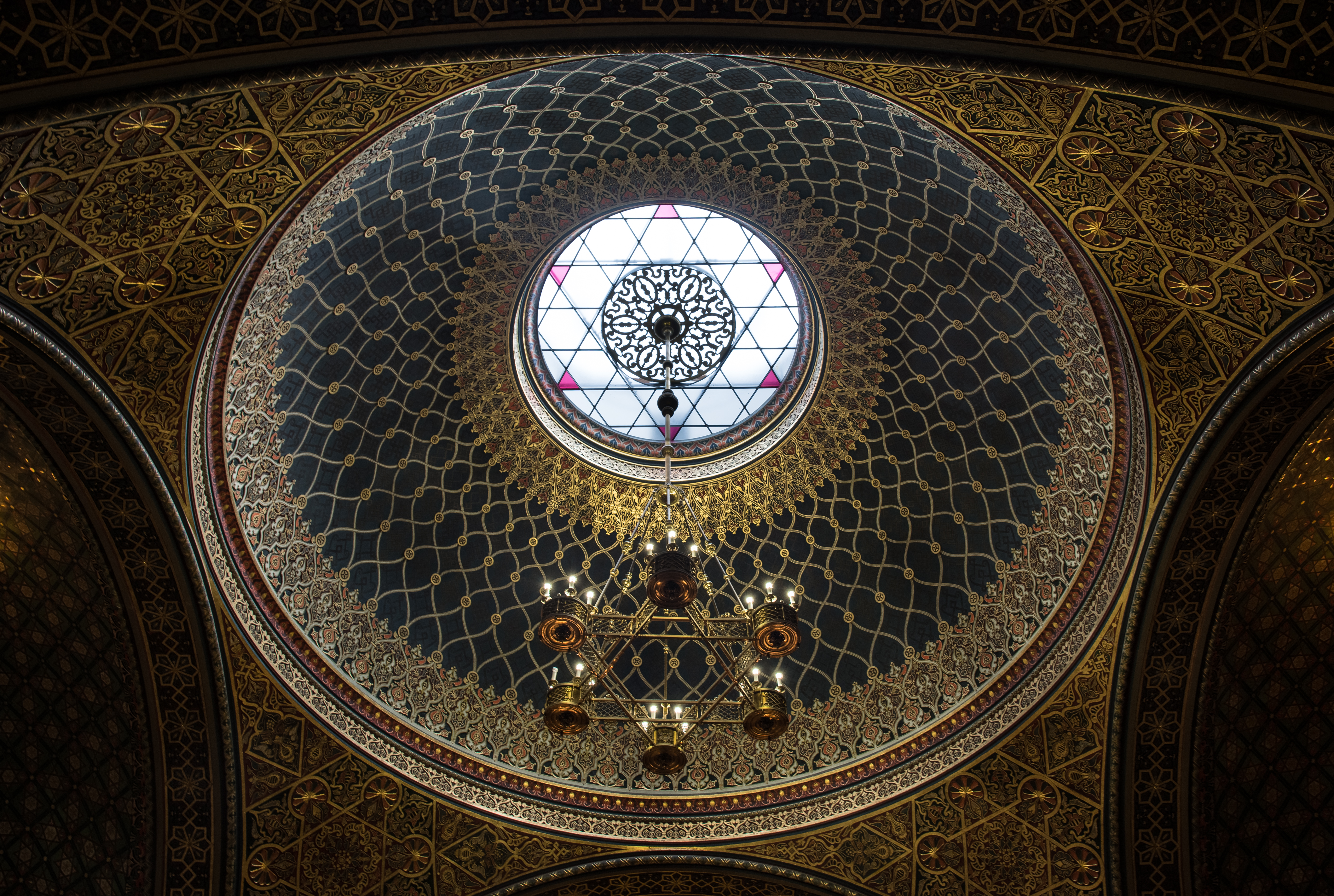
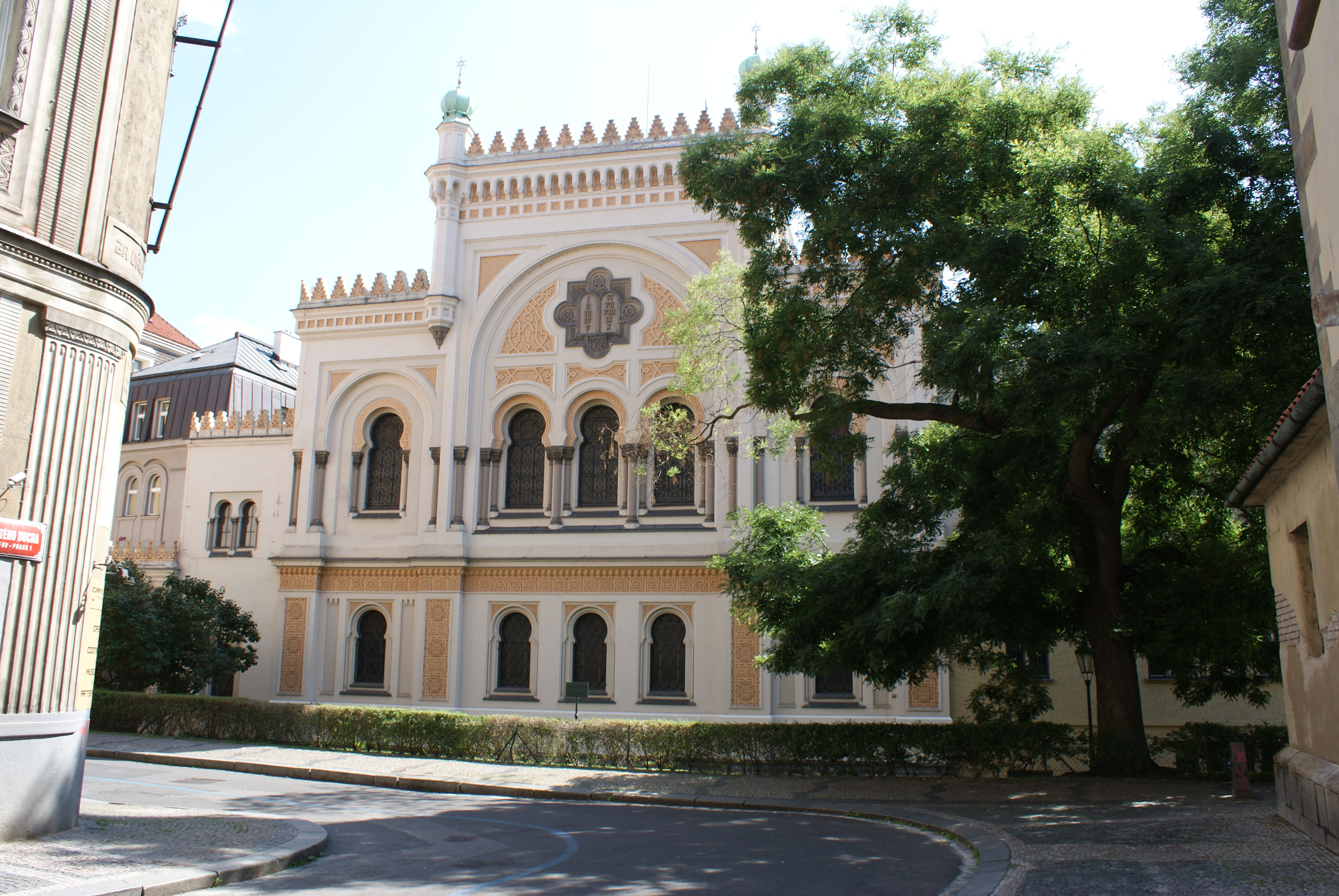